# Lisa Westerhof
Lisa Westerhof, född den 2 november 1981 i De Bilt i Nederländerna, är en nederländsk seglare.
Hon tog OS-brons i 470 i samband med de olympiska seglingstävlingarna 2012 i London.